# Betula jiaodongensis
Betula jiaodongensis är en björkväxtart som beskrevs av S.B.Liang. Betula jiaodongensis ingår i släktet björkar, och familjen björkväxter. Inga underarter finns listade.